# Beneluxa
Beneluxa is een overheidsinitiatief inzake geneesmiddelenbeleid waarbij gezondheidsdiensten in België, Nederland, Luxemburg, Oostenrijk en Ierland zijn betrokken. Doel is om mensen in deze landen duurzame toegang tot innovatieve geneesmiddelen te blijven bieden.
Het initiatief werd in april 2015 genomen door de ministers voor gezondheidszorg van België en Nederland. Luxemburg trad toe in september 2015, Oostenrijk in juni 2016 en Ierland in juni 2018. Hierdoor heeft het betrekking op een bevolking van ongeveer 43 miljoen mensen, en in de toekomst kunnen ook andere landen toetreden. Zwitserland heeft in 2017 aangegeven geïnteresseerd te zijn in het initiatief.
Naast het gezamenlijk onderhandelen over prijzen en tegemoetkomingen van geneesmiddelen en medische toestellen, werken de landen ook samen op het gebied van "horizon scanning" om zo potentiële belangrijke farmaceutische innovaties in kaart te brengen voor ze op de markt komen. De landen werken daarnaast samen op het vlak van "Health Technology Assessment" waarbij de landen data en beleid delen om gezamenlijk innovatieve medische producten en apparatuur te beoordelen.
Het initiatief heeft zich tot nu toe geconcentreerd op zeldzame behandelingen en heeft een succesvolle overeenkomst voor het weesgeneesmiddel Nusinersen kunnen onderhandelen. In oktober 2018 werd vanuit Beneluxa het International Horizon Scanning Initiative als een internationale vereniging zonder winstoogmerk opgericht, waar elk land zich bij kan aansluiten.
Een soortgelijke alliantie, de "Valletta declaration", werd in mei 2017 geïnitieerd door Cyprus, Griekenland, Ierland, Italië, Malta, Portugal, Spanje, Roemenië, Slovenië en Kroatië. Er is geen officiële informatie over de activiteiten van de organisatie vrijgegeven.